# Scared to Death (film, 1981)
Ne pas confondre avec le film Scared to Death de Christy Cabanne, sorti en 1947.
Série
Soldat cyborg
(1990)
Pour plus de détails, voir Fiche technique et Distribution.
Scared to Death (titre original : Scared to Death, connu aussi sous le nom de The Aberdeen Experiment ou encore Scared to Death: Syngenor) est un film américain de science-fiction et d'horreur réalisé par William Malone, sorti aux États-Unis en mars 1981. Il avait été déjà diffusé lors du Festival international du film fantastique et de science-fiction de Paris dès novembre 1980.
Il sera suivi 10 ans plus tard par Soldat cyborg.

## Synopsis
Un ancien policier reprend du service pour enquêter sur une série de meurtres commis à Los Angeles, qui laisseraient penser à l'œuvre d'un tueur en série. Mais au fur et à mesure que l'enquête avance, l'évidence apparaît que le meurtrier serait en fait une sorte de cyborg…

## Fiche technique
- Titre : Scared to Death
- Titre original : Scared to Death, connu aussi sous le nom de The Aberdeen Experiment ou encore Scared to Death: Syngenor
- Réalisation : William Malone
- Scénario : William Malone, Robert Short
- Production : Rand Marlis, Gilbert M. Shilton, William Malone, Malone Productions Ltd.
- Musique : Thomas Chase, Dell Hake
- Photographie : Patrick Prince
- Montage : Warren Chadwick
- Pays d'origine : États-Unis
- Langue : anglais
- Genre : Science-fiction, horreur
- Durée : 93 minutes

## Distribution
- John Stinson : Ted Lonergan
- Diana Davidson : Jennifer Stanton
- Jonathan David Moses : Détective Lou Capell
- Mike Muscat (en) : Howard Tindall
- Johnny Crear : Victor Colter

## Production
Le réalisateur, William Malone, décida de réaliser un film de monstre, car c'était pour lui le type adéquat de film à réaliser avec un si petit budget. Il vendit sa voiture et hypothéqua sa maison pour lever les fonds (34,000 $). Le célèbre acteur et chanteur Rick Springfield avait donné son accord pour interpréter le rôle principal mais se rétracta la veille du début du tournage. L'acteur John Stinson le remplaça au pied levé. Le tournage commença en février 1979 et dura 4 semaines, ce qui est assez important pour un film d'un tel budget.
Lone Star Pictures finit de financer le film en ajoutant 40,000 $ et acquit les droits pour le monde entier. Dans un premier temps, le film ne fut vendu qu'en Malaisie pour 90,000 $, ce qui en faisait déjà un bénéfice compte tenu de son budget d'uniquement 74,000 $.
Le film connut une sortie en VHS chez Media Home Entertainment (en) dans les années 1980, puis en DVD en 2010, chez Retromedia Entertainment. C'est d'ailleurs à cette occasion qu'il fut renommé Scared to Death: Syngenor pour faire le lien avec sa suite Soldat Cyborg (Syngenor en version originale).

## Distinctions
Récompenses
- Saturn Award 1981 :
  - Saturn Award du meilleur film à petit budget